# Алёща
Алёща (бел. Алёшча) — деревня и железнодорожная станция в Полоцком районе Витебской области Беларуси. В составе Малоситнянского сельсовета.

## География
Расположена в 50 км на северо-восток от Полоцка, вблизи границы с Россией, на шоссе Н3201.

## Транспорт
Алёща является пограничной станцией на железнодорожной линии Полоцк — Невель и конечным пунктом маршрутов пассажирских дизель-поездов Белорусской железной дороги. Со станции несколько раз в неделю отправляется поезд региональных линий сообщением Полоцк—Алёща—Полоцк.
Между Полоцком и Алёщей ежедневно курсирует автобус. В июне 2024 года запущен пригородный поезд на Великие Луки и Новосокольники Псковской области.

## Население

### Численность
- 2019 год — 67 человек

### Динамика
- 2009 год — 83 жителей (перепись населения)[2]
- 2019 год — 67 человек (перепись населения)